# Pararge mediocontracta
Pararge mediocontracta är en fjärilsart som beskrevs av Ruggero Verity 1953. Pararge mediocontracta ingår i släktet Pararge och familjen praktfjärilar. Inga underarter finns listade i Catalogue of Life.